# Adolphe de Maynard de La Claye
Adolphe-Auguste de Maynard de La Claye est un homme politique français né le 29 juin 1845 à Saint-Florent-des-Bois (Vendée) et mort le 18 janvier 1915 à Saint-Florent-des-Bois.

## Biographie
Propriétaire terrien, il est député de la Vendée de 1881 à 1889, siégeant sur les bancs monarchistes.

## Source
- « Adolphe de Maynard de La Claye », dans Adolphe Robert et Gaston Cougny, Dictionnaire des parlementaires français, Edgar Bourloton, 1889-1891 [détail de l’édition]
- « Adolphe de Maynard de La Claye », dans le Dictionnaire des parlementaires français (1889-1940), sous la direction de Jean Jolly, PUF, 1960 [détail de l’édition]